# Invictus: In the Shadow of Olympus
Invictus: In the Shadow of Olympus est un jeu vidéo de rôle et de stratégie en temps réel développé par Quicksilver Software et édité par Interplay, sorti en 2000 sur Windows.

## Accueil
| Invictus              |      |       |
| Média                 | Pays | Notes |
| Computer Gaming World | US   | 1.5/5 |
| GameSpot              | US   | 47 %  |
| Gen4                  | FR   | 3/6   |
| Jeuxvideo.com         | FR   | 13/20 |
| Joystick              | FR   | 80 %  |
| PC Zone               | US   | 32 %  |